# Patinação artística na Universíada de Inverno de 2013 - Dança no gelo
A competição de dança no gelo da patinação artística na Universíada de Inverno de 2013 foi realizada na Trento Ghiaccio Arena, em Trentino, Itália. O programa curto foi disputado no dia 13 de dezembro e a patinação livre no dia 14 de dezembro.

## Medalhistas
| Ouro   | FRA Pernelle Carron / Lloyd Jones          |
| Prata  | AZE Julia Zlobina / Alexei Sitnikov        |
| Bronze | RUS Victoria Sinitsina / Ruslan Zhiganshin |

## Resultados

### Geral
| Pos.              | Nome                                   | Nacionalidade | Pontos | DC         | DL         |
| ----------------- | -------------------------------------- | ------------- | ------ | ---------- | ---------- |
| Medalha de ouro   | Pernelle Carron / Lloyd Jones          | França        | 153.65 | 60.35 (1)  | 93.30 (1)  |
| Medalha de prata  | Julia Zlobina / Alexei Sitnikov        | Azerbaijão    | 142.66 | 56.80 (3)  | 85.86 (4)  |
| Medalha de bronze | Victoria Sinitsina / Ruslan Zhiganshin | Rússia        | 142.50 | 57.05 (2)  | 85.45 (5)  |
| 4                 | Federica Testa / Lukáš Csölley         | Eslováquia    | 141.61 | 52.54 (5)  | 89.07 (2)  |
| 5                 | Alexandra Stepanova / Ivan Bukin       | Rússia        | 139.28 | 51.04 (6)  | 88.24 (3)  |
| 6                 | Ksenia Monko / Kirill Khaliavin        | Rússia        | 135.39 | 53.64 (4)  | 81.75 (7)  |
| 7                 | Lorenza Alessandrini / Simone Vaturi   | Itália        | 128.22 | 45.99 (9)  | 82.23 (6)  |
| 8                 | Sara Hurtado / Adrià Díaz              | Espanha       | 124.65 | 50.32 (7)  | 74.33 (9)  |
| 9                 | Siobhan Heekin-Canedy / Dmitri Dun     | Ucrânia       | 118.71 | 44.34 (10) | 74.37 (8)  |
| 10                | Dóra Turóczi / Balázs Major            | Hungria       | 115.49 | 44.22 (11) | 71.27 (10) |
| 11                | Federica Bernardi / Christopher Mior   | Itália        | 109.90 | 46.92 (8)  | 62.98 (12) |
| 12                | Nadezhda Frolenkova / Vitali Nikiforov | Ucrânia       | 105.65 | 41.21 (12) | 64.44 (11) |
| 13                | Wang Shiyue / Liu Xinyu                | China         | 102.88 | 40.71 (13) | 62.17 (13) |
| 14                | Zhang Yiyi / Wu Nan                    | China         | 101.68 | 39.92 (14) | 61.76 (15) |
| 15                | Zhao Yue / Liu Chang                   | China         | 99.12  | 37.04 (15) | 62.08 (14) |
| 16                | Celia Robledo / Luis Fenero            | Espanha       | 89.83  | 34.81 (16) | 55.02 (16) |

Legenda
| Recorde mundial      | Recorde mundial (World record)               |                       | Recorde africano                      | Recorde africano (African) |                                           | Q | Classificado por posição (Qualified) |
| Recorde olímpico     | Recorde olímpico (Olympic record)            | Recorde da América    | Recorde da América (Americas)         | q                          | Classificado por melhor tempo (Qualified) |   |                                      |
| Melhor marca do ano  | Melhor marca do ano (World leading)          | Recorde asiático      | Recorde asiático (Asian)              | DNS                        | Não largou (Did not start)                |   |                                      |
| Recorde nacional     | Recorde nacional (National record)           | Recorde europeu       | Recorde europeu (European)            | DNF                        | Não terminou (Did not finish)             |   |                                      |
| Recorde pessoal      | Recorde pessoal do atleta (Personal best)    | Recorde da Oceania    | Recorde da Oceania (Oceania)          | DSQ / DQ                   | Desclassificado (Disqualified)            |   |                                      |
| Recorde da temporada | Recorde da temporada do atleta (Season best) | Recorde sul-americano | Recorde sul-americano (South America) | NM                         | Sem marca (No mark)                       |   |                                      |